# Phaeogenes alternans
Phaeogenes alternans là một loài tò vò trong họ Ichneumonidae.